# HD 18155
HD 18155，又名BD+46 658，SAO 38455、HR 865，是一颗恒星，视星等为6.02，位于銀經143.97，銀緯-10.53，其B1900.0坐标为赤經2h 49m 47.8s，赤緯+46° -10.53′ 31″。